# Парламентские выборы в Болгарии (1880)
Парламентские выборы в Болгарии 1880 года прошли 13 и 20 января, став третьими в истории Болгарии. В них приняли участие обе ведущие политические силы страны — Либеральная и Консервативная партии. Выборы во Второе Народное собрание были назначены Указом № 380 князя Александра I Баттенберга от 13 декабря 1879 года.
Низкая явка избирателей в некоторых округах привела к аннулированию результатов и повторным выборам. Во втором туре явка составила 15,89 %.
В отличие от предыдущих выборов, правительство не пыталось повлиять на результат, в результате чего оппозиционная Либеральная партия сохранила большинство в Народном собрании.  Председателем новоизбранного собрания был избран член Либеральной партии Петко Каравелов.
После выборов правительство подало в отставку, но действующему премьер-министру Клименту Тырновскому было предложено сформировать новое правительство. В конечном итоге правительство сформировал 8 апреля и возглавил либерал Драган Цанков.

## Результаты
| Партия                                | Голоса  | %     | Места | +/-  |
| ------------------------------------- | ------- | ----- | ----- | ---- |
| Либеральная партия                    | 181 839 | 63,58 | 109   | ▼ 21 |
| Консервативная партия                 | 88 260  | 30,86 | 53    | ▲ 25 |
| Недействительные / пустые бюллетени   | 15 902  | 5,56  | (10)  |      |
| Всего                                 | 286 000 | 100   | 172   | 4    |
| Источник: Bulgaria / Народно събрание |         |       |       |      |